# 細川慶前
細川 慶前（ほそかわ よしちか）は、江戸時代後期の肥後国熊本藩の世嗣。官位は従四位下・侍従、兵部大輔。

## 略歴
文政8年（1825年）、肥後国熊本藩支藩・宇土藩主であった細川立政（のちの熊本藩10代藩主細川斉護）の長男として誕生した。幼名は雅之進。初めは父・斉護の1字を受け護前（もりちか）と名乗っていたが、のちに江戸幕府12代将軍・徳川家慶から偏諱（｢慶｣の字）の授与を受けて慶前と改名した。
翌文政9年（1826年）に立政改め斉護が宗家・熊本藩主の細川斉樹（斉護の叔父）の跡を継ぐとその世嗣となったが、家督を相続することなく嘉永元年（1848年）に24歳で早世した。
法名は泰樹院。正室に鳳台院茂姫（熊本新田藩主・細川利用の娘）を迎えていたが子はなく、代わって、実弟の護順改め慶順（後の韶邦）が世嗣となった。